# Cress Williams

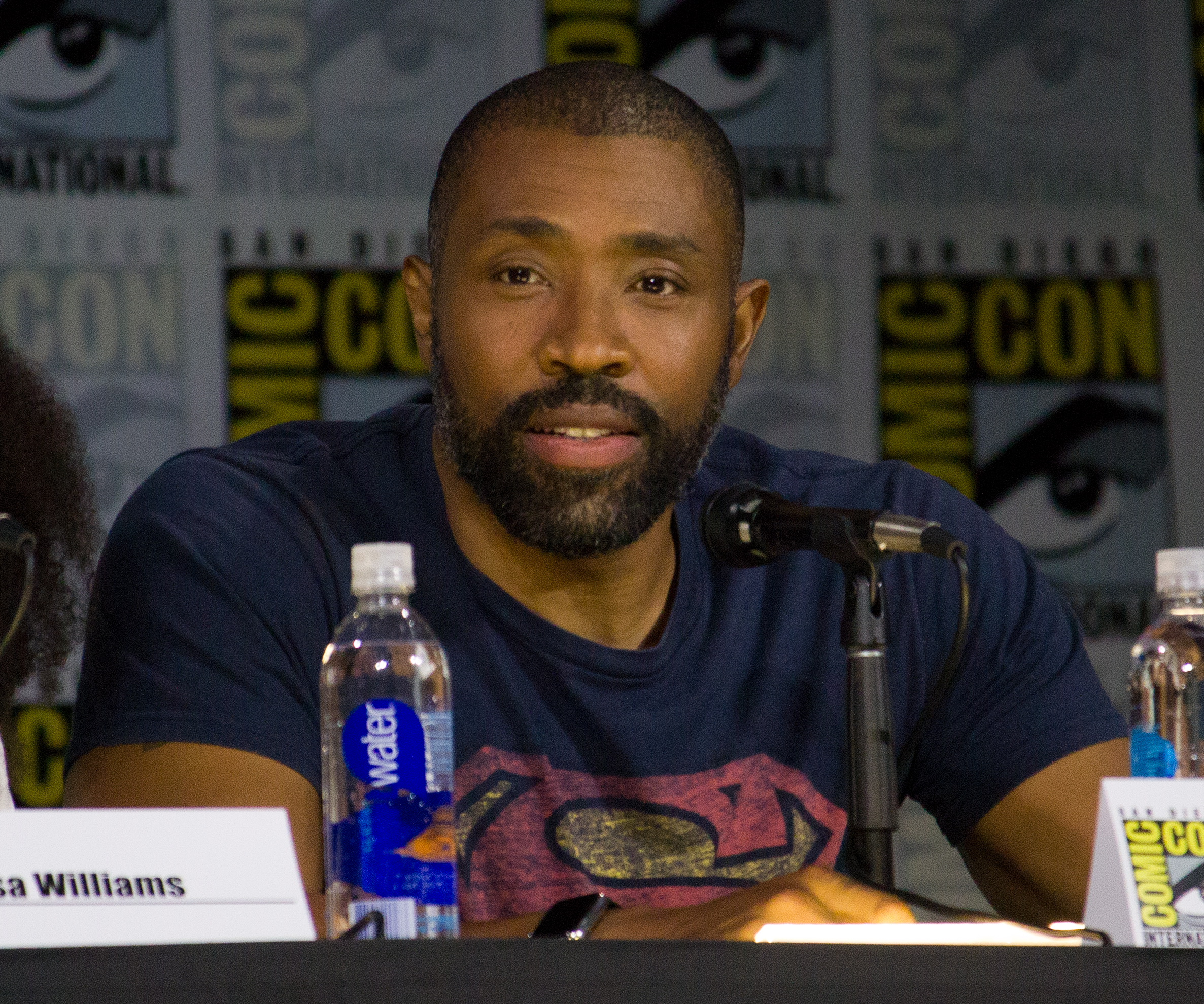
Cress Williams auf der Comic Con in San Diego 2017

Cress Williams (* 26. Juli 1970 in Heidelberg) ist ein US-amerikanischer Schauspieler. Er wurde vor allem durch seine Rollen als Auftragsmörder Wyatt in Prison Break, als Detective Ed Williams in Close to Home sowie als Bürgermeister in Hart of Dixie bekannt.

## Leben
Williams wurde in Heidelberg in Baden-Württemberg als Kind eines afroamerikanischen Vaters und einer vietnamesischen Mutter geboren. Er besuchte später als Jugendlicher das Fullerton College. Dort trat er 1990 in Shakespeares Tragödie Othello auf. Eine Bewertung der Los Angeles Times kritisierte Williams’ Spiel wie folgt: „[Williams] ist ein abgedrehter Othello, besonders als Eifersucht sein Haus heimsucht. Doch seine Darstellung geht über das Offensichtliche nicht hinaus; zudem tendiert Williams dazu, zu überspielen. All seine Emotionen sind oberflächlich; es fällt schwer, Othellos internen Aufruhr zu verstehen.“ Williams spielte außerdem in der Produktion Red Noses, einer schwarzen Komödie.
Seit 1994 übernahm Williams einige Rollen in Fernsehserien, darunter Star Trek: Deep Space Nine, Beverly Hills, 90210, NYPD Blue, Superman – Die Abenteuer von Lois & Clark, JAG – Im Auftrag der Ehre, Living Single, Nash Bridges, Providence, Law & Order: Special Victims Unit, Veronica Mars, The West Wing, Close to Home, Emergency Room – Die Notaufnahme und Grey’s Anatomy. Im Jahr 2000 heiratete Williams die Schauspielerin Simbi Khali in Malibu.

## Filmografie (Auswahl)
- 1993–1994: Beverly Hills, 90210 (Fernsehserie, 13 Episoden)
- 1998: Creature – Tod aus der Tiefe (Creature)
- 1998: Einsatz Mord: Kommissarin Fleming und der Tod aus der Tiefe
- 1998–2008: Emergency Room – Die Notaufnahme (ER, Fernsehserie, 14 Episoden)
- 1999: Ungeküsst (Never Been Kissed)
- 1999: Becker (Fernsehserie, Episode 2x11)
- 2000–2001: Nash Bridges (Fernsehserie, 22 Episoden)
- 2004: Die Ex-Freundinnen meines Freundes (Little Black Book)
- 2005–2008: Grey’s Anatomy (Fernsehserie, 7 Episoden)
- 2006–2007: Close to Home (Fernsehserie, 9 Episoden)
- 2008–2009: Prison Break (Fernsehserie, 20 Episoden)
- 2009: Cold Case – Kein Opfer ist je vergessen (Cold Case, Fernsehserie, Episode 7x03)
- 2010–2011: Friday Night Lights (Fernsehserie, 10 Episoden)
- 2011: Hawthorne (Fernsehserie, 2 Episoden)
- 2011–2015: Hart of Dixie (Fernsehserie, 76 Episoden)
- 2015: State of Affairs (Fernsehserie, 2 Episoden)
- 2015: Code Black (Fernsehserie, 5 Episoden)
- 2018–2021: Black Lightning (Fernsehserie, 57 Episoden)
- 2019, 2021: The Flash (Fernsehserie, 3 Episoden)
- 2020: Legends of Tomorrow (Fernsehserie, Episode 5x00)
- 2020: The Violent Heart
- 2024: Dead Wrong
- 2025: Eyes of Wakanda (Fernsehserie, Episode 1x01, Stimme)